# Prefectura de la República Popular China
El término prefectura, referido a China, se utiliza para referirse a varias divisiones político-administrativas, sin relación entre ellas, que han sido utilizadas tanto en la época de la antigua China como en la moderna República Popular China.
En un contexto moderno, el nivel de prefectura (地区级, abreviado, 地级, «región») se utiliza para referirse a una división intermedia entre los niveles de la provincia y el condado. La moderna prefectura china es una creación relativamente reciente y cuando se encuentre la palabra «prefectura» en textos o literatura de la antigua China, se refiere tanto al xian (县/縣) como al zhou (州), que son otros dos tipos de división administrativa.

## División moderna a nivel de prefectura
El nivel de la prefectura (地级行政区 Distrito a nivel de prefectura) es el segundo de los niveles de la división administrativa de la República Popular China. Dentro de este nivel de prefectura hay a su vez cuatro clases de divisiones:
- las propias prefecturas,
- las ciudades-prefectura,
- las prefecturas autónomas y
- las ligas (de uso exclusivo en Mongolia Interior).

En total, en la República Popular China, actualmente (2011) hay 333 divisiones de nivel de prefectura.

### Prefectura
Las prefecturas (en chino simplificado, 地区; pinyin, dìqū) son subdivisiones administrativas de las provincias o de las regiones autónomas. Con excepción de las provincias, las prefecturas no se mencionan en la constitución china. El gobierno prefectural (en chino simplificado, 行政公署; pinyin, xíngzhèng gōngshǔ) es una oficina administrativa con el rango de un departamento ministerial nacional (en chino simplificado, 司级) que es regida por el gobierno provincial. El líder del gobierno de la prefectura, titulado como comisionado prefectural (en chino simplificado, 行政公署专员; pinyin, xíngzhèng gōngshǔ zhūanyūan), es nombrado por el gobierno provincial. En lugar de los Congresos populares locales, la comisión de trabajo de la prefectura de la comisión permanente del Congreso del Pueblo provincial distribuye y supervisa los gobiernos prefecturales, pero no pueden elegir o destituir a dichos gobiernos prefecturales. El comité de trabajo de la prefectura del comité provincial de la Conferencia Consultiva Política del Pueblo Chino (CCPPC) es una parte de la comisión de la prefectura de la CCPPC. Esto significa que el comité de trabajo de la prefectura de la CCPPC es una rama de la comisión provincial de la CCPPC, no una entidad social individual. Lo mismo es válido para las CCPPC provinciales, que formalmente son secciones de la CCPPC nacional.
El término prefectura fue desarrollado a partir de los antiguos circuitos (道, dào), que eran una división administrativa utilizada durante la dinastía Qing que estaba entre el nivel provincial y el del condado. En 1928, el gobierno de la República de China abolió el nivel del circuito y de la provincia administrada directamente como condado, pero pronto esa reforma se demostró inviable debido a que algunas provincias tenían ya cientos de condados. En consecuencia, las provincias se dividieron de nuevo en varias prefecturas y se crearon las oficinas administrativas regionales.
En un momento dado, las prefecturas fueron el tipo más común de división administrativa a nivel de prefectura. Hoy en día, mayoritariamente, casi todas se han convertido en ciudades-prefectura y la tendencia continua a día de hoy.

### Ciudad-prefectura
Las ciudades-prefectura en chino simplificado, 地级市; pinyin, dìjíshì) son municipalidades a las que se les da el estatus de prefectura y el derecho a gobernar los condados que las rodean. En la práctica, las ciudades-prefectura son tan grandes como las prefecturas (divisiones administrativas de nivel prefectura) y no son realmente ciudades en el sentido tradicional de la palabra.
Las ciudades-prefectura, en la actualidad, son el tipo más común de la división a nivel de prefectura en la China continental.

### Liga
Las ligas (en chino simplificado, 盟; pinyin, méng) son una división administrativa usada en la Región Autónoma de Mongolia Interior, de un nivel equivalente al de las prefecturas. El nombre proviene de una especie de antigua unidad administrativa mongola utilizada durante la dinastía Qing en Mongolia. Para anticiparse a cualquier sentido de unidad o solidaridad de Mongolia, la dinastía Qing ejecutó políticas de divide y vencerás en las que las banderas mongolas (regiones de nivel de condado) fueron separadas unas de otras. Las ligas no tenían verdadero gobierno, sólo tenían asambleas convencionales que consistían en banderas. Durante la era de la República de China, las ligas tenían un estatuto equivalente al de las provincias. Las ligas contienen banderas, equivalentes a los condados.
Después del establecimiento del nivel provincial en la Región Autónoma de Mongolia Interior en 1947, las ligas se convirtieron en el equivalente de las prefecturas en las restantes provincias y regiones autónomas chinas. Los gobiernos de la liga (en chino simplificado, 行政公署; pinyin, xíngzhènggōngshǔ) es la oficina administrativa expedida por el Gobierno Popular de la Región Autónoma de Mongolia Interior. El líder de la liga, el gobierno, titulado como «líder de la liga» (en chino simplificado, 盟长; pinyin, méngzhǎng), es nombrado por el «Gobierno Popular de la Región Autónoma de Mongolia Interior». Así son diputados líderes de las ligas. En lugar de Congreso Popular a nivel local, las comisiones de trabajo de la liga del Comité Permanente del Congreso Popular de la Región Autónoma de Mongolia Interior son separadas y supervisadas por los gobiernos de las ligas, pero no pueden elegir o destituir el gobierno de la liga. De este modo, el «comité de trabajo de la liga del comité de la Región Autónoma de Mongolia Interior de la Conferencia Consultiva Política del Pueblo Chino» es en su lugar la comisión de la liga de la CCPPC.
Al igual que prefecturas, la mayoría de las ligas han sido sustituidas por ciudades-prefecturas.. Sólo permanecen tres liguas qen Mongolia Interior.

### Prefectura Autónoma
Las prefecturas autónomas (自治州 pinyin: zìzhìzhōu) o bien tienen más del 50% de la población de minorías étnicas o son aquellas en que históricamente han residido minorías significativas. Todas las prefecturas autónomas son mayoritariamente dominadas, en población, por chinos de etnia han. El nombre oficial de la prefectura autónoma incluye la minoría mayoritaria dominante en esa región, a veces dos, rara vez tres. Por ejemplo, una prefectura kazaja (kazajo en el sistema de nomenclatura oficial) se llama Kazajo Zizhizhou.
Como todas las restantes divisiones de nivel de prefectura, las prefecturas autónomas se dividen en divisiones a nivel de condado, con una única excepción: la prefectura autónoma Ili Kazak, que contiene dos propias prefecturas.
Bajo la Constitución de la República Popular China, las prefecturas autónomas no pueden ser abolidas.

### Zona de desarrollo
Las zonas de desarrollo (开发区 pinyin: kāifāqū) son, temporalmente,  divisiones con nivel de prefectura. Chongqing fue una zona de desarrollo antes de convertirse en un municipalidad de China y dos zonas de desarrollo se establecieron en Chongqing inmediatamente después de que se convirtiese en un municipio. Estas divisiones fueron temporales y ya no existen.

### Ciudad-subprefectura
Una ciudad-subprefectura, a veces también llamada subciudad-prefectura (en chino:副地级市,pinyin:fùdìjíshì) Es un tipo de administración casi a una ciudad-condado pero con un poco más de autonomía y poder, las ciudades-condado  están bajo la jurisdicción administrativa de las ciudades-prefectura, pero las subprefectura son a menudo administradas directamente por el gobierno provincial,más sin embargo este tipo de administración se categoriza  como ciudad-condado.

## Estatus legal de las prefecturas
La Constitución de la República Popular China no respalda la división a nivel de prefectura, a excepción de las prefecturas autónomas. Las prefecturas y las ligas no son en absoluto mencionadas; sí se declara explícitamente que las provincias se dividirán directamente en condados.
La constitución no apoya la existencia de ciudades-prefectura, pero se menciona que las «ciudades comparativamente grandes» (较大的市) se dividirán en condados y distritos. Sin embargo, hay sólo 49 ciudades de nivel de prefectura que han sido designadas como «comparativamente grandes». Como resultado, la gran mayoría de ciudades-prefectura no tienen la base constitucional para el gobierno de distritos y condados.
La conversión mayoritaria de prefecturas en ciudades-prefectura se ha traducido en el fenómeno de «ciudades que contienen ciudades» —ciudades-prefectura que contienen ciudades de nivel distrital. No hay ninguna base legal para ello, ni siquiera para las 49 «ciudades comparativamente grandes». Por lo tanto, las ciudades de nivel distrital técnicamente no "pertenecen" a las ciudades-prefectura, sino que se "rige en nombre" de la provincia por la ciudad-prefectura, aunque en la práctica las ciudades de nivel distrital de hecho pertenecen a las ciudades-prefectura que las rigen.

## El uso antiguo del término prefectura
En la historia de las divisiones político-administrativas de China, la palabra «prefectura» se ha aplicado a dos tipos independientes de división administrativa: el xian y el zhou. En general, la palabra «prefectura» se aplica a los xian para el período anterior a la dinastía Sui y a la dinastía Tang; para el período posterior, los xian se llaman «distritos» o «condados», mientras que esa época las prefecturas" se refieren a los zhou. 

### Xian
Los xian (县/縣) se establecieron por primera vez durante el período de los Reinos Combatientes y han existido de manera continuada desde entonces. Hoy en día, siguen siendo una parte importante de las divisiones políticas de China.
Xian ha sido traducida utilizando varios términos de la esfera anglosajona: en el contexto de la historia antigua, "distrito" y "prefectura" son los términos más comúnmente utilizados, mientras que "condado" se utiliza generalmente para contextos más contemporáneos.

### Zhou
Las zhou (州) se establecieron por primera vez durante la dinastía Han y se suprimieron sólo con el establecimiento de la República de China. Zhou se traduce generalmente como "provincia" o "región" para el período anterior a la dinastía Sui y como "prefectura" para el período de la dinastía Sui en adelante.
La República Popular China ha revivido el término zhou como parte del término "zizhizhou" (自治州), que se traduce como «prefecturas autónomas», como se han descrito anteriormente.